# Teletekst
Teletekst (engl. teletext) televizijski je informacijski servis razvijen u Velikoj Britaniji tijekom ranih 1970-ih. Tehnički odjel BBC-a je 1970. dobio zadatak da istraži način na koji bi se mogli slati titlovi tijekom slanja televizijske slike. Projekt je imao ime Teledata i uspio je dokazati da je slanje titlova moguće bez nekih većih problema, ali je s dodavanjem memorije moguće poslati i više informacija nego što je potrebno za titlove. Ove informacije je kasnije bilo lako ponovno pročitati i iscrtati na televizijski zaslon. Nakon dvogodišnjeg razvoja BBC je imao demonstracijske sustave postavljene 1972. Sustav sada nazvan Ceefax imao je format od 24 linije s 32 znaka po liniji u 7-bitnom ASCII formatu, dok su grafičke sposobnosti sustava ograničene na posebne grafičke znakove.  Godinu dana poslije BBC je započeo s probnim odašiljanjanjem, i osniva se posebni pododjel unutar odjela za vijesti BBC-a koji su uređivali stranice Ceefaxa. Sistem se formalno postavlja u proizvodnju 1976., a zbog gašenja analogne televizije i zamjene digitalnim sustavima BBC će Ceefax servis ugasiti 2012. godine. 